# 斑岩
斑岩（はんがん、英: porphyry、ポーフィリー）は、斑状組織をしているが、火山岩に比べて石基部分の結晶が大きい火成岩。普通は珪長質のものを指す。岩脈として産することが多い。

## 斑岩の種類
石英斑岩（quartz porphyry）
流紋岩と同じような鉱物組成であるが、石英（高温石英）の自形結晶（斑晶）が大きく目立つもの。石英の斑晶がほとんど見られないものは珪長岩（felsite、フェルサイト）という。
花崗斑岩（granite porphyry）
石英斑岩よりも石基部分の結晶が大きく、花崗岩に組織が近いもの。長石の斑晶も目立つ。
閃長斑岩（syenite porphyry）
モンゾニ斑岩（monzonite porphyry）
文象斑岩（granophyre、グラノファイアー）
石英とアルカリ長石が文象構造を示すようになった斑岩。斑状組織を示さないものは文象花崗岩（graphic granite）という。

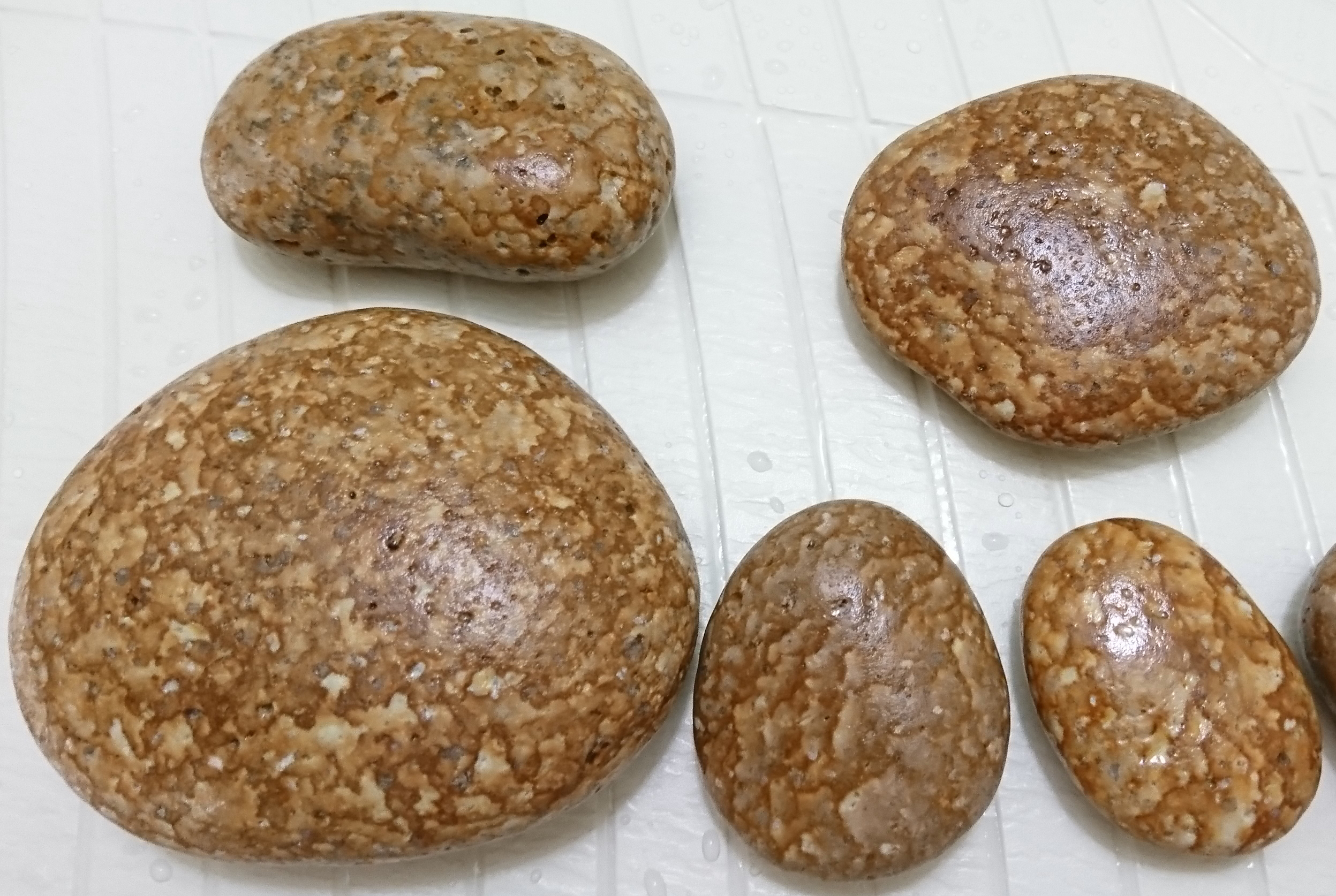
石英斑岩（姫川薬石）
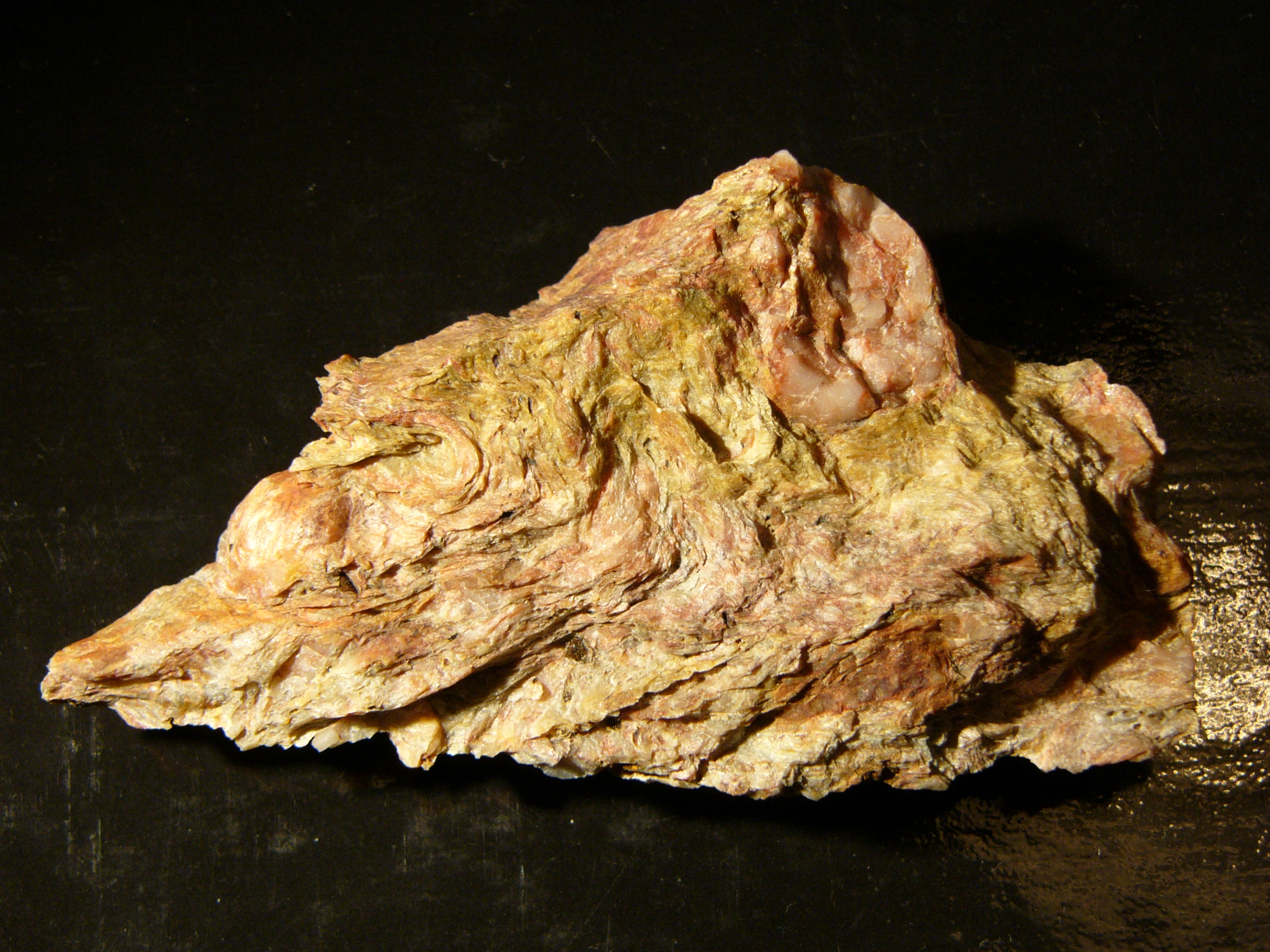
花崗斑岩
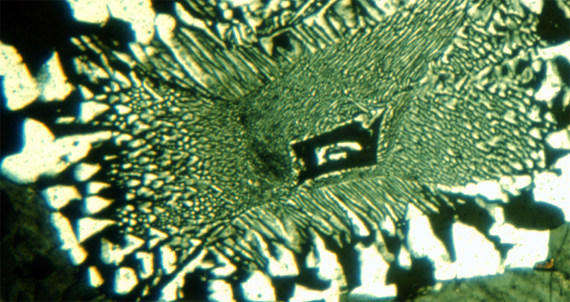
文象斑岩（グラノファイアー）